# Lista de episódios de Ninjin (série de televisão)

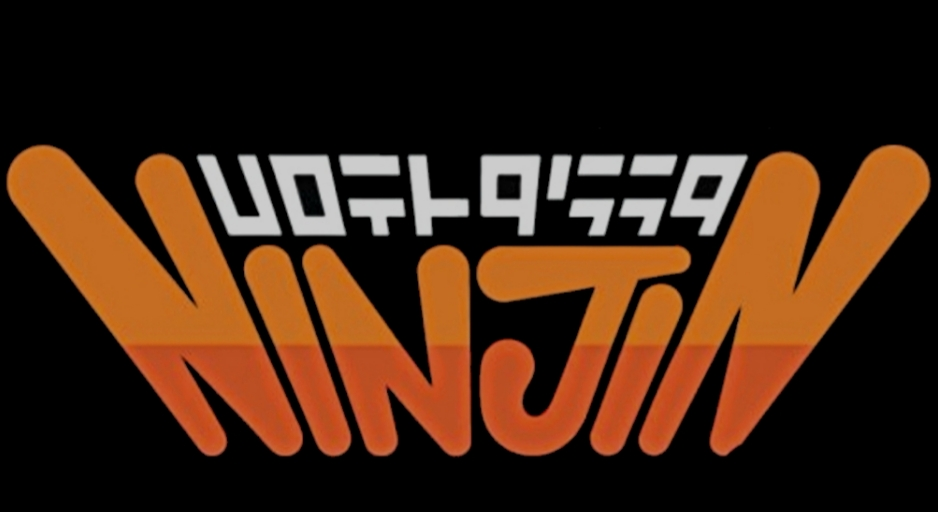

Aqui segue uma lista de episódios da série de televisão Ninjin.
A série conta a história de um coelho chamado Ninjin, que ao lado de seus amigos, a raposa Akai e o sapo Flink, saem em busca das cenouras roubadas de sua vila pelo vilão Shogun Moe.

## Resumo
| Temporada | Temporada | Episódios | Exibição original     | Exibição original  |
| Temporada | Temporada | Episódios | Estreia de temporada  | Final de temporada |
| --------- | --------- | --------- | --------------------- | ------------------ |
|           | 1         | 22        | 4 de setembro de 2019 | 9 de julho de 2021 |

## Episódios

### 1a Temporada (2019)
Ninjin Para Todo Lado
| Episódio (série) | Episódio (bloco) | Título                   | Escrito por     | Dirigido por | Exibição original      |
| --- | ---------------- | ------------------------ | --------------- | ------------ | ---------------------- |
| 1 | 1                | "Jo-kem-po"              | Anderson Lister | Roger Keese  | 4 de setembro de 2019  |
| Ninjin, Akai e Flink decidem jogar Jo-kem-po com o sensei, mas perdem facilmente. Frustrado, Ninjin acha um livro sobre as artes do Jo-kem-po e decide o usar contra Sensei. |                  |                          |                 |              |                        |
| 2 | 2                | "E Não é Só Isso!"       | Anderson Lister | Roger Keese  | 4 de setembro de 2019  |
| Ao invés de comprar uma coisa útil com as cenouras que o sensei deu, Flink compra um desentupidor aparentemente sem utilidade.                                               |                  |                          |                 |              |                        |
| 3 | 3                | "Cê não tem casa, não?"  | Anderson Lister | Roger Keese  | 7 de setembro de 2019  |
| Quando Sensei está em casa com Akai e Flink dormindo, Ninjin está inquieto querendo treinar.                                                                                 |                  |                          |                 |              |                        |
| 4 | 4                | "Shuri-o-quê?"           | Anderson Lister | Roger Keese  | 12 de setembro de 2019 |
| Sensei introduz as shurikens, mesmo Ninjin criticando e discordando da ideia.                                                                                                |                  |                          |                 |              |                        |
| 5 | 5                | "Segura essa onda"       | Anderson Lister | Roger Keese  | 14 de setembro de 2019 |
| Akai fica entediada. |                  |                          |                 |              |                        |
| 6 | 6                | "Como nos velhos tempos" | Anderson Lister | Roger Keese  | 16 de setembro de 2019 |
| Sensei está disposto a mostrar como os ninjas eram no seu tempo. |                  |                          |                 |              |                        |
| 7 | 7                | "Look do Dia"            | Anderson Lister | Roger Keese  | 17 de setembro de 2019 |
| Quando Ninjin adota um novo look exótico, ele tira Sensei do sério. |                  |                          |                 |              |                        |

Corta Essa, Ninjin
| Episódio (série) | Episódio (bloco) | Título                 | Escrito por     | Dirigido por | Exibição original      |
| --- | ---------------- | ---------------------- | --------------- | ------------ | ---------------------- |
| 8 | 1-4              | "A Brincadeira Acabou" | Anderson Lister | Roger Keese  | 19 de setembro de 2019 |
| Ninjin conhece e batalha com General Jam, encontra a pedra elementar e o enfrenta novamente, mas dessa vez ele está mais forte do que nunca. |                  |                        |                 |              |                        |
| 9 | 5                | "Seu Fã Número 1"      | Anderson Lister | Roger Keese  | 26 de setembro de 2019 |
| Por não ter dinheiro para jogar no fliperama, Ninjin encontra um menino, aparentemente se supõe seu ídolo.                                   |                  |                        |                 |              |                        |